# Кестим
Кести́м (рос. Кестым, тат. Кистем) — присілок в Балезінському районі Удмуртії, Росія.

## Населення
Населення — 804 особи (2010; 826 в 2002).
Національний склад станом на 2002 рік:
- татари — 89 %